# Producto de solubilidad

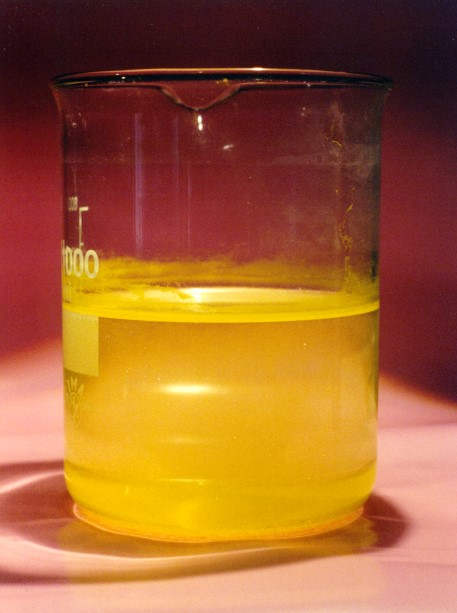
Disolución saturada de yoduro de plomo en equilibrio entre el sólido y el compuesto disuelto

Se denomina producto de solubilidad a la constante de equilibrio de la reacción química de solubilización de un compuesto iónico en agua. Se suele indicar con la notación Kps, o mediante   Ks  y ocasionalmente como Ps o Ps  (a veces también se utiliza la correspondiente a la constante de equilibrio de solubilidad de sustancias no iónicas, Ksol ).  El nombre proviene de que generalmente se expresa como el producto de las concentraciones molares de los iones presentes en el equilibrio, cada una elevada a la potencia del coeficiente estequiométrico.
Así, por ejemplo, para la reacción de solubilización del cromato de plata:
{\displaystyle {\ce {Ag2CrO4(s) <=> 2Ag^+(aq) + CrO4^2- (aq)}}}
Una vez alcanzado el equilibrio, la expresión de la constante de equilibrio,  Kps  sería:
{\displaystyle K_{ps}=[Ag]^{2}[CrO_{4}^{2-}]}

## Fundamento
La mayoría de las sales, incluso las poco solubles, se disocian completamente en disolución acuosa. Cuando se alcanza la saturación, es decir, cuando el disolvente no admite más sal, esta queda en exceso, bien como sólido en suspensión, bien como precipitado en el fondo del recipiente. En este momento la solución resultante contiene la máxima cantidad de soluto, estableciéndose un equilibrio entre la fase sólida y la sal disuelta. Como ocurre con todos los equilibrios químicos, este está regido por su correspondiente constante, que tendrá un valor determinado en unas condiciones de presión y temperatura dadas. Para el ejemplo anterior del cromato de plata  
{\displaystyle {\ce {Ag2CrO4(s) <=> 2Ag^+(aq) + CrO4^2- (aq)}}}
La constante de equilibrio,  K  sería:
{\displaystyle K_{ps}={\frac {[Ag]^{2}[CrO_{4}^{2-}]}{[Ag_{2}CrO_{4}(s)]}}}
Sin embargo, al tratarse de un equilibrio heterogéneo que implica una fase sólida, por convenio se establece que la actividad de esta especie química es igual a 1, lo que se hace extensible a las concentraciones, cuando estas sustituyen a la actividad química en la expresión matemática. Por consiguiente, la expresión anterior queda como:
{\displaystyle K_{ps}=[Ag]^{2}[CrO_{4}^{2-}]}
es decir, como un producto de dos concentraciones.
En el caso de las sales que se disocian en otras relaciones estequiométricas diferentes a la relación 1:1 del ejemplo anterior, el producto de solubilidad es igual al producto de las concentraciones de cada uno de los iones, elevadas estas a su correspondiente índice estequiométrico. Así, para la reacción general siguiente, donde M representa a un catión metálico,  {\displaystyle {\rm {A}}} a un anión y {\displaystyle m} y {\displaystyle n}, sus respectivos índices estequiométricos. 
{\displaystyle MmAn(s)\rightleftharpoons mM^{n+}(aq)+nA^{m-}(aq)}
La constante del producto de solubilidad tomaría la forma:
{\displaystyle K_{\rm {ps}}=[\mathrm {M} ^{n+}]^{m}\cdot [\mathrm {A} ^{m-}]^{n}}
siendo:
- {\displaystyle [\mathrm {M} ^{n+}]}: la concentración del catión.
- {\displaystyle [\mathrm {A} ^{m-}]}: la concentración del anión.
- {\displaystyle n} y {\displaystyle m}: los respectivos coeficientes estequiométricos.

El valor de las constantes del producto de solubilidad para aquellas sustancias iónicas poco solubles, frecuentemente toman valores muy inferiores a 1. Igualmente ocurre con las concentraciones de las especies en el equilibrio. Para un mejor manejo de estos valores, es relativamente frecuente hacer uso de la notación logarítmica negativa (notación "p"), mucho más manejable. De esta manera, si se toman logaritmos decimales a la expresión general del producto de solubilidad, se obtiene:  
{\displaystyle logK_{ps}=m.log[M^{n+}]+n.log[A^{m-}]}
o lo que es lo mismo, cambiando de signo: 
{\displaystyle pK_{ps}=m.pM^{n+}+n.pA^{m-}}
El valor de {\displaystyle K_{\rm {ps}}} indica la solubilidad de un compuesto iónico, es decir, cuanto menor sea su valor menos soluble será el compuesto. También es fácilmente observable que si se aumenta la concentración de uno de los componentes o iones (por ejemplo, añadiendo una sustancia que al disociarse produce ese mismo ion) y alcanzamos de nuevo el equilibrio, la concentración del otro ion se verá disminuida proporcionalmente (lo que se conoce como efecto ion común). 

## Relación entre solubilidad y producto de solubilidad
Hay dos formas de expresar la solubilidad de una sustancia: como solubilidad molar, número de moles de soluto en un litro de una disolución saturada (mol/L); y como solubilidad, número de gramos de soluto en un litro de una disolución saturada (g/L). Todo esto ha de calcularse teniendo en cuenta una temperatura que ha de permanecer constante y que suele ser la indicada en las condiciones estándar o de laboratorio (P = 101 kPa, T = 25 °C). 
Tanto la solubilidad como el producto de solubilidad son dos magnitudes relacionadas con el mismo proceso, el proceso de solubilización de especies iónicas. esto permite que con la expresión del producto de solubilidad se pueda calcular la solubilidad de sustancias poco solubles que se ionizan por completo en agua. Para el caso de aquellas sales que se disocian con estequiometría 1:1: 
{\displaystyle {\ce {MA(s) <=> M+ + A-}}}
Cuando se alcanza el equilibrio, se habrá disuelto S moles de CA por cada litro de disolución, es decir S sería la solubilidad molar. Como consecuencia, se producirán S moles/L de C+ y S moles/L de A-. Sustituyendo en la expresión de la constante del producto de solubilidad, se obtiene: 
{\displaystyle K_{ps}=S_{M}.S_{A}=S^{2}}
De donde, la solubilidad S de la sustancia CA será:
{\displaystyle S\quad (mol.L^{-1})={\sqrt {K_{ps}}}}
Si en lugar de la solubilidad molar, se desea conocer la solubilidad en masa (g/L) de la sustancia MA, será necesario multiplicar el valor de S por la masa molecular de CA. 
En el caso general, en que la estequiometría iónica no es 1:1, hay que tener en cuenta los coeficientes estequiométricos. Para el caso general MmAn, si se disuelven S moles por litro de dicho compuesto, en el equilibrio se tendrá m.S moles/L de Mn+ y n.S de Am-, que al sustituir en la expresión del producto de solubilidad, queda:
{\displaystyle K_{ps}=(m.S_{M})^{m}.(n.S_{A})^{n}=m^{m}.n^{n}.S^{(m+n)}}
Poe lo que la solubilidad molar sería: 
{\displaystyle S\quad (mol.L^{-1})={\sqrt[{(m+n)}]{\frac {K_{ps}}{m^{m}.n^{n}}}}}
Conocer la solubilidad y el producto de solubilidad tiene gran utilidad en química y en química analítica, pues de ambas magnitudes se puede deducir si se formará precipitado al mezclar dos disoluciones que formen una sal poco soluble, conocer el comienzo y el final de la precipitación durante las valoraciones volumétricas por precipitación o aplicar técnicas de precipitación fraccionada para la separación de especies con diferentes solubilidades. Puesto que Kps es la constante de equilibrio que se establece en una disolución saturada, si dicho equilibrio se rompe, siguiendo el Principio de Le Châtelier, habrá una redisolución del precipitado o un aumento de este, según haya sido la alteración producida, hasta alcanzar nuevamente el equilibrio.
Denominando Q al producto de las concentraciones iónicas, de acuerdo con la expresión siguiente: 
{\displaystyle Q=[\mathrm {M} ^{n+}]^{m}\cdot [\mathrm {A} ^{m-}]^{n}}
Pueden darse varias posibilidades:
- Si {\displaystyle Q>K_{\rm {ps}}}, la disolución está sobresaturada por lo que tendrá tendencia restablecer el equilibrio, precipitando más MmAn.
- Si {\displaystyle Q<K_{\rm {ps}}}, la disolución está insaturada y no se verá sólido en suspensión o precipitado alguno.
- Si {\displaystyle Q=K_{\rm {ps}}}, la disolución está en equilibrio de saturación.

## Ksolde sustancias comunes
| Tabla de productos de solubilidad                                                                                              | Tabla de productos de solubilidad | Tabla de productos de solubilidad | Tabla de productos de solubilidad | Tabla de productos de solubilidad |
| --- | --------------------------------- | --------------------------------- | --------------------------------- | --------------------------------- |
| Compuesto | Fórmula                           | Temperatura                       | Ksol                              | Fuente (leyenda más abajo)        |
| Hidróxido de aluminio anhídro                                                                                                  | Al(OH)3                           | 20 °C                             | 1.9×10–33                         | L                                 |
| Hidróxido de aluminio anhidro                                                                                                  | Al(OH)3                           | 25 °C                             | 3×10–34                           | w1                                |
| Hidróxido de aluminio trihidrato                                                                                               | Al(OH)3.3H2O                      | 20 °C                             | 4×10–13                           | C                                 |
| Hidróxido de aluminio trihidrato                                                                                               | Al(OH)3.3H2O                      | 25 °C                             | 3.7×10–13                         | C                                 |
| Fosfato de aluminio | AlPO4                             | 25 °C                             | 9.84×10–21                        | w1                                |
| Bromato de bario | Ba(BrO3)2                         | 25 °C                             | 2.43×10–4                         | w1                                |
| Carbonato de bario | BaCO3                             | 16 °C                             | 7×10–9                            | C, L                              |
| Carbonato de bario | BaCO3                             | 25 °C                             | 8.1×10–9                          | C, L                              |
| Cromato de bario | BaCrO4                            | 28 °C                             | 2.4×10–10                         | C, L                              |
| Fluoruro de bario | BaF2                              | 25.8 °C                           | 1.73×10–6                         | C, L                              |
| Iodato de bario dihidrato | Ba(IO3)2.2H2O                     | 25 °C                             | 6.5×10–10                         | C, L                              |
| Oxalato de bario dihidrato | BaC2O4.2H2O                       | 18 °C                             | 1.2×10–7                          | C, L                              |
| Sulfato de bario | BaSO4                             | 18 °C                             | 0.87×10–10                        | C, L                              |
| Sulfato de bario | BaSO4                             | 25 °C                             | 1.08×10–10                        | C, L                              |
| Sulfato de bario | BaSO4                             | 50 °C                             | 1.98×10–10                        | C, L                              |
| Hidróxido de berilio | Be(OH)2                           | 25 °C                             | 6.92×10–22                        | w1                                |
| Carbonato de cadmio | CdCO3                             | 25 °C                             | 1.0×10–12                         | w1                                |
| Hidróxido de cadmio | Cd(OH)2                           | 25 °C                             | 7.2×10–15                         | w1                                |
| Oxalato de cadmio trihidrato                                                                                                   | CdC2O4.3H2O                       | 18 °C                             | 1.53×10–8                         | C, L                              |
| Fosfato de cadmio | Cd3(PO4)2                         | 25 °C                             | 2.53×10–33                        | w1                                |
| Sulfuro de cadmio | CdS                               | 18 °C                             | 3.6×10–29                         | C, L                              |
| Carbonato de calcio calcita | CaCO3                             | 15 °C                             | 0.99×10–8                         | C, L                              |
| Carbonato de calcio calcita | CaCO3                             | 25 °C                             | 0.87×10–8                         | C, L                              |
| Carbonato de calcio calcita | CaCO3                             | 18-25 °C                          | 4.8×10–9                          | P                                 |
| Cromato de calcio | CaCrO4                            | 18 °C                             | 2.3×10–2                          | L                                 |
| Fluoruro de calcio | CaF2                              | 18 °C                             | 3.4×10–11                         | C, L                              |
| Fluoruro de calcio | CaF2                              | 25 °C                             | 3.95×10–11                        | C, L                              |
| Hidróxido de calcio | Ca(OH)2                           | 18 °C-25 °C                       | 8×10–6                            | P                                 |
| Hidróxido de calcio | Ca(OH)2                           | 25 °C                             | 5.02×10–6                         | w1                                |
| Iodato de calcio hexahidrato                                                                                                   | Ca(IO3)2.6H2O                     | 18 °C                             | 6.44×10–7                         | L                                 |
| Oxalato de calcio monohidrato                                                                                                  | CaC2O4                            | 18 °C                             | 1.78×10–9                         | C, L                              |
| Oxalato de calcio monohidrato                                                                                                  | CaC2O4                            | 25 °C                             | 2.57×10–9                         | C, L                              |
| Fosfato de calcio | Ca3(PO4)2                         | 25 °C                             | 2.07×10–33                        | w1                                |
| Sulfato de calcio | CaSO4                             | 10 °C                             | 6.1×10–5                          | C, L                              |
| Sulfato de calcio | CaSO4                             | 25 °C                             | 1.75×10–5                         | w1                                |
| Tartrato de calcio dihidrato                                                                                                   | CaC4H4O6.2H2O                     | 18 °C                             | 7.7×10–7                          | C, L                              |
| Hidróxido de cromo (II) | Cr(OH)2                           | 25 °C                             | 2×10–16                           | w2                                |
| Hidróxido de cromo (III) | Cr(OH)3                           | 25 °C                             | 6.3×10–31                         | w2                                |
| Hidróxido de cobalto (II) | Co(OH)2                           | 25 °C                             | 1.6×10–15                         | w2                                |
| Sulfuro de cobalto (en la forma menos soluble)                                                                                 | CoS                               | 18 °C                             | 3×10–26                           | C, L                              |
| Sulfuro de cobalto (en la forma más soluble)                                                                                   | CoS                               | 18 °C-25 °C                       | 10–21                             | P                                 |
| Carbonato de cobre | CuCO3                             | 25 °C                             | 1×10–10                           | P                                 |
| Hidróxido de cobre (II) | Cu(OH)2                           | 18 °C-25 °C                       | 6×10–20                           | P                                 |
| Hidróxido de cobre (II) | Cu(OH)2                           | 25 °C                             | 4.8×10–20                         | w1                                |
| Iodato de cobre (II) | Cu(IO3)2                          | 25 °C                             | 1.4×10–7                          | C, L                              |
| Oxalato de cobre (II) | CuC2O4                            | 25 °C                             | 2.87×10–8                         | C, L                              |
| Sulfuro de cobre (II) | CuS                               | 18 °C                             | 8.5×10–45                         | C, L                              |
| Bromuro de cobre (I) | CuBr                              | 18 °C-20 °C                       | 4.15×10–8                         | C                                 |
| Cloruro de cobre (I) | CuCl                              | 18 °C-20 °C                       | 1.02×10–6                         | C                                 |
| Hidróxido de cobre (I) (en equilib. con Cu2O + H2O)                                                                            | Cu(OH)                            | 25 °C                             | 2×10–15                           | w1                                |
| Ioduro de cobre (I) | CuI                               | 18 °C-20 °C                       | 5.06×10–12                        | C                                 |
| Sulfuro de cobre (I) | Cu2S                              | 16 °C-18 °C                       | 2×10–47                           | C, L                              |
| Tiocianato de cobre (I) | CuSCN                             | 18 °C                             | 1.64×10–11                        | C, L                              |
| Hidróxido de hierro (III) | Fe(OH)3                           | 18 °C                             | 1.1×10–36                         | C, L                              |
| Carbonato de hierro (II) | FeCO3                             | 18 °C-25 °C                       | 2×10–11                           | P                                 |
| Hidróxido de hierro (II) | Fe(OH)2                           | 18 °C                             | 1.64×10–14                        | C, L                              |
| Hidróxido de hierro (II) | Fe(OH)2                           | 25 °C                             | 1×10–15; 8.0×10–16                | P; w2                             |
| Oxalato de hierro (II) | FeC2O4                            | 25 °C                             | 2.1×10–7                          | C, L                              |
| Sulfuro de hierro (II) | FeS                               | 18 °C                             | 3.7×10–19                         | C, L                              |
| Bromuro de plomo (II) | PbBr2                             | 25 °C                             | 6.3×10–6; 6.60×10–6               | P; w1                             |
| Carbonato de plomo (II) | PbCO3                             | 18 °C                             | 3.3×10–14                         | C, L                              |
| Cromato de plomo (II) | PbCrO4                            | 18 °C                             | 1.77×10–14                        | C, L                              |
| Cloruro de plomo (II) | PbCl2                             | 25.2 °C                           | 1.0×10–4                          | L                                 |
| Cloruro de plomo (II) | PbCl2                             | 18 °C-25 °C                       | 1.7×10–5                          | P                                 |
| Fluoruro de plomo (II) | PbF2                              | 18 °C                             | 3.2×10–8                          | C, L                              |
| Fluoruro de plomo (II) | PbF2                              | 26.6 °C                           | 3.7×10–8                          | C, L                              |
| Hidróxido de plomo (II) | Pb(OH)2                           | 25 °C                             | 1×10–16; 1.43×10–20               | P; w1                             |
| Iodato de plomo (II) | Pb(IO3)2                          | 18 °C                             | 1.2×10–13                         | C, L                              |
| Iodato de plomo (II) | Pb(IO3)2                          | 25.8 °C                           | 2.6×10–13                         | C, L                              |
| Ioduro de plomo (II) | PbI2                              | 15 °C                             | 7.47×10–9                         | C                                 |
| Ioduro de plomo (II) | PbI2                              | 25 °C                             | 1.39×10–8                         | C                                 |
| Oxalato de plomo (II) | PbC2O4                            | 18 °C                             | 2.74×10–11                        | C, L                              |
| Sulfato de plomo (II) | PbSO4                             | 18 °C                             | 1.6×10–8                          | C, L                              |
| Sulfuro de plomo (II) | PbS                               | 18 °C                             | 3.4×10–28                         | C, L                              |
| Carbonato de litio | Li2CO3                            | 25 °C                             | 1.7×10–3                          | C, L                              |
| Fluoruro de litio | LiF                               | 25 °C                             | 1.84×10–3                         | w1                                |
| Fosfato de litio | Li3PO4                            | 25°                               | 2.37×10–4                         | w1                                |
| Fosfato de amonio y magnesio                                                                                                   | MgNH4PO4                          | 25 °C                             | 2.5×10–13                         | C, L                              |
| Carbonato de magnesio | MgCO3                             | 12 °C                             | 2.6×10–5                          | C, L                              |
| Fluoruro de magnesio | MgF2                              | 18 °C                             | 7.1×10–9                          | C, L                              |
| Fluoruro de magnesio | MgF2                              | 25 °C                             | 6.4×10–9                          | C, L                              |
| Hidróxido de magnesio | Mg(OH)2                           | 18 °C                             | 1.2×10–11                         | C, L                              |
| Oxalato de magnesio | MgC2O4                            | 18 °C                             | 8.57×10–5                         | C, L                              |
| Carbonato de manganeso (II) | MnCO3                             | 18 °C-25 °C                       | 9×10–11                           | P                                 |
| Hidróxido de manganeso (II) | Mn(OH)2                           | 18 °C                             | 4×10–14                           | C, L                              |
| Sulfuro de manganeso (rosa) | MnS                               | 18 °C                             | 1.4×10–15                         | C, L                              |
| Sulfuro de manganeso (verde)                                                                                                   | MnS                               | 25 °C                             | 10–22                             | P                                 |
| Bromuro de mercurio (II) | HgBr2                             | 25 °C                             | 8×10–20                           | L                                 |
| Cloruro de mercurio (II) | HgCl2                             | 25 °C                             | 2.6×10–15                         | L                                 |
| Hidróxido de mercurio (II) (en equilib. con HgO + H2O)                                                                         | Hg(OH)2                           | 25 °C                             | 3.6×10–26                         | w1                                |
| Ioduro de mercurio (II) | HgI2                              | 25 °C                             | 3.2×10–29                         | L                                 |
| Sulfuro de mercurio (II) | HgS                               | 18 °C                             | 4×10–53 to 2×10–49                | C, L                              |
| Bromuro de mercurio (I) | HgBr                              | 25 °C                             | 1.3×10–21                         | C, L                              |
| Cloruro de mercurio (I) | Hg2Cl2                            | 25 °C                             | 2×10–18                           | C, L                              |
| Ioduro de mercurio (I) | HgI                               | 25 °C                             | 1.2×10–28                         | C, L                              |
| Sulfato de mercurio (I) | Hg2SO4                            | 25 °C                             | 6×10–7; 6.5×10–7                  | P; w1                             |
| Hidróxido de níquel (II) | Ni(OH)2                           | 25 °C                             | 5.48×10–16                        | w1                                |
| Sulfuro de níquel (II) | NiS                               | 18 °C                             | 1.4×10–24                         | C, L                              |
| Sulfuro de níquel (II) (en la forma menos soluble)                                                                             | NiS                               | 18 °C-25 °C                       | 10–27                             | P                                 |
| Sulfuro de níquel (II) (en la forma más soluble)                                                                               | NiS                               | 18 °C-25 °C                       | 10–21                             | P                                 |
| tartrato ácido de potasio | KHC4H4O6                          | 18 °C                             | 3.8×10–4                          | C, L                              |
| Perclorato de potasio | KClO4                             | 25 °C                             | 1.05×10–2                         | w1                                |
| Peryodato de potasio | KIO4                              | 25°                               | 3.71×10–4                         | w1                                |
| Acetato de plata | AgC2H3O2                          | 16 °C                             | 1.82×10–3                         | L                                 |
| Bromato de plata | AgBrO3                            | 20 °C                             | 3.97×10–5                         | C, L                              |
| Bromato de plata | AgBrO3                            | 25 °C                             | 5.77×10–5                         | C, L                              |
| Bromuro de plata | AgBr                              | 18 °C                             | 4.1×10–13                         | C, L                              |
| Bromuro de plata | AgBr                              | 25 °C                             | 7.7×10–13                         | C, L                              |
| Carbonato de plata | Ag2CO3                            | 25 °C                             | 6.15×10–12                        | C, L                              |
| Cloruro de plata | AgCl                              | 4.7 °C                            | 0.21×10–10                        | C, L                              |
| Cloruro de plata | AgCl                              | 9.7 °C                            | 0.37×10–10                        | L                                 |
| Cloruro de plata | AgCl                              | 25 °C                             | 1.56×10–10                        | C, L                              |
| Cloruro de plata | AgCl                              | 50 °C                             | 13.2×10–10                        | C, L                              |
| Cloruro de plata | AgCl                              | 100 °C                            | 21.5×10–10                        | C, L                              |
| Cromato de plata | Ag2CrO4                           | 14.8 °C                           | 1.2×10–12                         | C, L                              |
| Cromato de plata | Ag2CrO4                           | 25 °C                             | 9×10–12                           | C, L                              |
| Cianuro de plata | Ag2(CN)2                          | 20 °C                             | 2.2×10–12                         | C, L                              |
| Dicromato de plata | Ag2Cr2O7                          | 25 °C                             | 2×10–7                            | L                                 |
| Hidróxido de plata | AgOH                              | 20 °C                             | 1.52×10–8                         | C, L                              |
| Iodato de plata | AgIO3                             | 9.4 °C                            | 0.92×10–8                         | C, L                              |
| Ioduro de plata | AgI                               | 13 °C                             | 0.32×10–16                        | C, L                              |
| Ioduro de plata | AgI                               | 25 °C                             | 1.5×10–16                         | C, L                              |
| Nitrito de plata | AgNO2                             | 25 °C                             | 5.86×10–4                         | L                                 |
| Oxalato de plata | Ag2C2O4                           | 25 °C                             | 1.3×10–11                         | L                                 |
| Sulfato de plata | Ag2SO4                            | 18 °C-25 °C                       | 1.2×10–5                          | P                                 |
| Sulfuro de plata | Ag2S                              | 18 °C                             | 1.6×10–49                         | C, L                              |
| Tiocianato de plata | AgSCN                             | 18 °C                             | 0.49×10–12                        | C, L                              |
| Tiocianato de plata | AgSCN                             | 25 °C                             | 1.16×10–12                        | C, L                              |
| Carbonato de estroncio | SrCO3                             | 25 °C                             | 1.6×10–9                          | C, L                              |
| Cromato de estroncio | SrCrO4                            | 18 °C-25 °C                       | 3.6×10–5                          | P                                 |
| Fluoruro de estroncio | SrF2                              | 18 °C                             | 2.8×10–9                          | C, L                              |
| Oxalato de estroncio | SrC2O4                            | 18 °C                             | 5.61×10–8                         | C, L                              |
| Sulfato de estroncio | SrSO4                             | 2.9 °C                            | 2.77×10–7                         | C, L                              |
| Sulfato de estroncio | SrSO4                             | 17.4 °C                           | 2.81×10–7                         | C, L                              |
| Bromuro de talio (I) | TlBr                              | 25 °C                             | 4×10–6                            | L                                 |
| Cloruro de talio (I) | TlCl                              | 25 °C                             | 2.65×10–4                         | L                                 |
| Sulfato de talio (I) | Tl2SO4                            | 25 °C                             | 3.6×10–4                          | L                                 |
| Tiocianato de talio (I) | TlSCN                             | 25 °C;                            | 2.25×10–4                         | L                                 |
| Hidróxido de estaño (II) | Sn(OH)2                           | 18 °C-25 °C                       | 1×10–26                           | P                                 |
| Hidróxido de estaño (II) | Sn(OH)2                           | 25 °C                             | 5.45×10–27; 1.4×10–28             | w1; w2                            |
| Sulfuro de estaño (II) | SnS                               | 25 °C                             | 10–28                             | P                                 |
| Hidróxido de zinc | Zn(OH)2                           | 18 °C-20 °C                       | 1.8×10–14                         | C, L                              |
| Oxalato de zinc dihidrato | ZnC2O4.2H2O                       | 18 °C                             | 1.35×10–9                         | C, L                              |
| Sulfuro de zinc | ZnS                               | 18 °C                             | 1.2×10–23                         | C, L                              |
| Fuente legenda: L=Lange's 10th ed.; C=CRC 44th ed.; P=General Chemistry by Pauling, 1970 ed.; w1=Web source 1; w2=Web source 2 |                                   |                                   |                                   |                                   |